# جام در جام اروپا ۷۹–۱۹۷۸
فصل ۷۹–۱۹۷۸، از مسابقات فوتبال جام برندگان جام اروپا، با برتری ۴ بر ۳ بارسلونا مقابل دوسلدورف در وقت اضافه، در فینال این رقابت‌ها و در ورزشگاه سنت یاکوب به پایان رسید.

## دور اول
| تیم #۱                             | در مجموع. | تیم #۲                         | دور رفت               | دور برگشت             |
| ---------------------------------- | --------- | ------------------------------ | --------------------- | --------------------- |
| باشگاه فوتبال آزد آلکمار           | 0–2       | باشگاه فوتبال ایپسویچ تاون     | 0–0 (گزارش) (گزارش ۲) | 0–2 (گزارش) (گزارش ۲) |
| Zagłębie Sosnowiec                 | 3–4       | FC Wacker Innsbruck            | 2–3 (گزارش) (گزارش ۲) | 1–1 (گزارش) (گزارش ۲) |
| باشگاه فوتبال اندرلشت              | Bye       |                                | –                     | –                     |
| باشگاه فوتبال بارسلونا             | 4–1       | باشگاه فوتبال شاختار دونتسک    | 3–0 (گزارش) (گزارش ۲) | 1–1 (گزارش) (گزارش ۲) |
| Floriana                           | 1–8       | باشگاه فوتبال اینتر میلان      | 1–3 (گزارش) (گزارش ۲) | 0–5 (گزارش) (گزارش ۲) |
| باشگاه فوتبال بوده/گلیمت           | 4–2       | Union Luxembourg               | 4–1 (گزارش) (گزارش ۲) | 0–1 (گزارش) (گزارش ۲) |
| باشگاه فوتبال رییکا                | 3–2       | باشگاه فوتبال رکسهام           | 3–0 (گزارش) (گزارش ۲) | 0–2 (گزارش) (گزارش ۲) |
| K.S.K. Beveren                     | 6–0       | Ballymena United F.C.          | 3–0 (گزارش) (گزارش ۲) | 3–0 (گزارش) (گزارش ۲) |
| باشگاه ورزشی یونیورسیتاتئا کرایووا | 4–5       | باشگاه فوتبال فورتونا دوسلدورف | 3–4 (گزارش) (گزارش ۲) | 1–1 (گزارش) (گزارش ۲) |
| Marek Stanke Dimitrov              | 3–5       | باشگاه فوتبال آبردین           | 3–2 (گزارش) (گزارش ۲) | 0–3 (گزارش) (گزارش ۲) |
| باشگاه فوتبال پائوک                | 2–4       | باشگاه فوتبال سروت ۱۸۹۰        | 2–0 (گزارش) (گزارش ۲) | 0–4 (گزارش) (گزارش ۲) |
| BK Frem                            | 2–4       | باشگاه فوتبال نانسی            | 2–0 (گزارش) (گزارش ۲) | 0–4 (گزارش) (گزارش ۲) |
| Valur                              | 1–5       | باشگاه فوتبال ماگدبورگ ۱       | 1–1 (گزارش) (گزارش ۲) | 0–4 (گزارش) (گزارش ۲) |
| باشگاه فوتبال فرنتس‌واروش           | 4–2       | باشگاه فوتبال کالمار           | 2–0 (گزارش) (گزارش ۲) | 2–2 (گزارش) (گزارش ۲) |
| باشگاه فوتبال اسپورتینگ پرتغال     | 0–2       | باشگاه فوتبال بانیک استراوا    | 0–1 (گزارش) (گزارش ۲) | 0–1 (گزارش) (گزارش ۲) |
| باشگاه فوتبال شامروک روورز         | 3–0       | باشگاه فوتبال آپوئل            | 2–0 (گزارش) (گزارش ۲) | 1–0 (گزارش) (گزارش ۲) |

## دور دوم
| تیم #۱                         | در مجموع.                       | تیم #۲                     | دور رفت               | دور برگشت                         |
| ------------------------------ | ------------------------------- | -------------------------- | --------------------- | --------------------------------- |
| باشگاه فوتبال ایپسویچ تاون     | 2–1                             | FC Wacker Innsbruck        | 1–0 (گزارش) (گزارش ۲) | 1–1 (وقت اضافه) (گزارش) (گزارش ۲) |
| باشگاه فوتبال اندرلشت          | 3–3(ضربات پنالتی (فوتبال))      | باشگاه فوتبال بارسلونا     | 3–0 (گزارش) (گزارش ۲) | 0–3 (وقت اضافه) (گزارش) (گزارش ۲) |
| باشگاه فوتبال اینتر میلان      | 7–1                             | باشگاه فوتبال بوده/گلیمت   | 5–0 (گزارش) (گزارش ۲) | 2–1 (گزارش) (گزارش ۲)             |
| باشگاه فوتبال رییکا            | 0–2                             | K.S.K. Beveren             | 0–0 (گزارش) (گزارش ۲) | 0–2 (گزارش) (گزارش ۲)             |
| باشگاه فوتبال فورتونا دوسلدورف | 3–2                             | باشگاه فوتبال آبردین       | 3–0 (گزارش) (گزارش ۲) | 0–2 (گزارش) (گزارش ۲)             |
| باشگاه فوتبال سروت ۱۸۹۰        | 4–3                             | باشگاه فوتبال نانسی        | 2–1 (گزارش) (گزارش ۲) | 2–2 (گزارش) (گزارش ۲)             |
| باشگاه فوتبال ماگدبورگ ۱       | 2–2 (قانون گل زده در خانه حریف) | باشگاه فوتبال فرنتس‌واروش   | 1–0 (گزارش) (گزارش ۲) | 1–2 (گزارش) (گزارش ۲)             |
| باشگاه فوتبال بانیک استراوا    | 6–1                             | باشگاه فوتبال شامروک روورز | 3–0 (گزارش) (گزارش ۲) | 3–1 (گزارش) (گزارش ۲)             |

## یک‌چهارم نهایی
| تیم #۱                         | در مجموع.                       | تیم #۲                      | دور رفت               | دور برگشت             |
| ------------------------------ | ------------------------------- | --------------------------- | --------------------- | --------------------- |
| باشگاه فوتبال ایپسویچ تاون     | 2–2 (قانون گل زده در خانه حریف) | باشگاه فوتبال بارسلونا      | 2–1 (گزارش) (گزارش ۲) | 0–1 (گزارش) (گزارش ۲) |
| باشگاه فوتبال اینتر میلان      | 0–1                             | K.S.K. Beveren              | 0–0 (گزارش) (گزارش ۲) | 0–1 (گزارش) (گزارش ۲) |
| باشگاه فوتبال فورتونا دوسلدورف | 1–1 (قانون گل زده در خانه حریف) | باشگاه فوتبال سروت ۱۸۹۰     | 0–0 (گزارش) (گزارش ۲) | 1–1 (گزارش) (گزارش ۲) |
| باشگاه فوتبال ماگدبورگ ۱       | 4–5                             | باشگاه فوتبال بانیک استراوا | 2–1 (گزارش) (گزارش ۲) | 2–4 (گزارش) (گزارش ۲) |

## نیمه‌نهایی
| تیم #۱                         | در مجموع. | تیم #۲                      | دور رفت | دور برگشت |
| ------------------------------ | --------- | --------------------------- | ------- | --------- |
| باشگاه فوتبال بارسلونا         | 2–0       | K.S.K. Beveren              | 1–0     | 1–0       |
| باشگاه فوتبال فورتونا دوسلدورف | 4–3       | باشگاه فوتبال بانیک استراوا | 3–1     | 1–2       |

## فینال
| باشگاه فوتبال بارسلونا                                                             | ۴–۳ (و.ا.)    | باشگاه فوتبال فورتونا دوسلدورف |
| ---------------------------------------------------------------------------------- | ------------- | ------------------------------ |
| خوزه ویسنته سانچز ۵' · خوان مانوئل آسنسی ۳۴' · کارلس رکساچ ۱۰۴' · هانس کرانکل ۱۱۱' | گزارش گزارش ۲ | توماس آلوفس ۸' · Seel ۴۱' ۱۱۴' |